# Ragni Hestad
Ragni Aud Hestad (Bergen, 5 de setembro de 1968) é uma ex-voleibolista indoor e jogadora de vôlei de praia norueguesa que disputou a edição dos Jogos Olímpicos de Verão em 1996 nos Estados Unidos e sagrou-se medalhista de prata no Campeonato Europeu de 1995 na França. 

## Carreira
Iniciou no vôlei de quadra (indoor), representa o país pela seleção nacional e com marca de 51 jogos internacionais, participou posteriormente de em uma reunião em Stavanger e fez a transição ao lado de Merita Berntsen para jogar vôlei de praia a partir de 1994 sagrando-se campeãs nacionais, e no ano seguinte conquistaram o título nacionale a medalha de prata no Campeonato Europeu de Voleibol de Praia de 1995 em Saint-Quay-Portrieux, e estrearam no Circuito Mundial em 1995 no Aberto de Clearwater, quando terminaram na décima sétima posição, mesmo colocação nos Abertos de Brisbane e Espinho, ainda terminaram no décimo terceiro posto nos Abertos de Pusan, Carolina (Porto Rico) e Santos, tendo o trigésimo quinto posto no Aberto de Hermosa Beach, e o sétimo lugar no Aberto de Bali como melhor resultado do circuito.
Nas competições de 1996, esteve ao lado de Merita Berntsen, quando finalizaram na terceira posição no campeonato nacional, e no circuito mundial obtiveram a décima sétima posição no Aberto do Rio de Janeiro e na Série Mundial de Hermosa Beach, o décimo terceiro lugar na Série Mundial de Maceió, nona posição na Série Mundial de Recife e nos Jogos Olímpicos de Verão de 1996 em Atlanta, terminaram em sétimo nas Séries Mundiais de Espinho e Ostende, terminou a temporada como a melhor jogadora do ano em seu país.